# Laplatazaur
Laplatazaur (Laplatasaurus araukanicus) – zauropod z rodziny tytanozaurów (Titanosauridae); jego nazwa znaczy "jaszczur z La Plata"
Żył w epoce późnej kredy (ok. 83-65 mln lat temu) na terenach Ameryki Południowej. Długość ciała ok. 18 m, ciężar ok. 30 t. Jego szczątki znaleziono w Argentynie.